# Theatre of War (videogioco 2007)
Theatre of War è un videogioco di tattica in tempo reale con componenti di strategia in tempo reale ambientato durante la seconda guerra mondiale, in cui si controllano veicoli e soldati in 3D, sviluppato da CDV Software Entertainment.

## Modalità di gioco
Ci sono 5 campagne con in tutto di 40 missioni per il gioco in singolo, relative agli stati: USA-Regno Unito, URSS, Germania, Francia e Polonia; sono anche forniti circa 30 scenari di varie battaglie storiche.
Inoltre si ha a disposizione un editor di mappe e scenari (questi sono poi utilizzabili per il multigiocatore con modem).